# José Manuel Figueroa
José Manuel Figueroa (Juliantla, 15 de mayo de 1975) es un actor, cantante y compositor mexicano.

## Carrera
Inició su carrera discográfica en el año de 1995 con el disco Expulsado del paraíso, superando la cifra de 300 mil unidades vendidas y colocando el tema del mismo nombre en los primeros lugares de las listas de popularidad.
Posteriormente grabó José Manuel Figueroa (1998) y Mala Hierba (1999), haciendo un amplio compás de espera entre su anterior y su más reciente álbum A caballo (2002), en donde incluye canciones de su padre, el cantante Joan Sebastian, así como de José Alfredo Jiménez y de su autoría.

### 2004-2005
En 2004 lanzó su quinto álbum, Inmortal, y un disco de éxitos que se lanzó en Estados Unidos para el mercado hispano, bajo el nombre de The best of José Manuel Figueroa. En 2005, junto a su novia Ninel Conde, lanzó el disco Y... ganó el amor, en el que grabaron varias canciones.

### 2016-presente
En el 2016 hizo su debut como actor interpretando a su padre en la miniserie Por siempre Joan Sebastian.

Fue una experiencia hermosa que me brindó mi vida. Es un homenaje que le hago a mi padre en el cual creo que entregué el alma y di lo mejor de mi para hacer un trabajo digno y lo más apegado al recuerdo que llevo de mi padre en el corazón
Entrevista a People en español.

## Discografía

### Álbumes
- 1995 Expulsado del Paraíso
- 1998 José Manuel Figueroa
- 1999 Mala Hierba
- 2002 A Caballo
- 2004 Inmortal
- 2005 Y... Ganó El Amor
- 2013 Rosas y Espinas
- 2017 No Estás Tú
- 2021 En Vivo Desde La Yeguada El Cincuenta
- 2022 Paso a Pasito

## Filmografía

### Programas
| Año  | Programa              | Personaje  |
| ---- | --------------------- | ---------- |
| 2014 | México tiene talento  | "Jurado"   |
| 2019 | ¿Quién es la máscara? | "Marciano" |